# St. Leon-Rot
St. Leon-Rot, Sankt Leon-Rot – gmina w Niemczech, w kraju związkowym Badenia-Wirtembergia, w rejencji Karlsruhe, w regionie Rhein-Neckar, w powiecie Rhein-Neckar-Kreis. Leży ok. 15 km na południe od Heidelbergu, przy autostradach A5 i A6.